# Honfleur
Honfleur è un comune francese di 8 363 abitanti situato nel dipartimento del Calvados nella regione della Normandia, situata sulla riva meridionale dell'estuario della Senna.

## Nome
Il nome (Hunefleth 1025; Hunefloth 1062; Honneflo 1198 ; Honflue 1246; Honnefleu ± 1750) proviene dalla parola vecchia inglese fleot "fiume" ( > inglese fleet) > vecchio normanno fleu "fiume", più tardi (XIX secolo) scambiato nella pronuncia popolare con fleur "fiore" = fleu, da cui la correzione in -fleur con [r]. Il primo elemento è l'antroponimo scandinavo Húni (variante Húnn), simile al nome del vicino villaggio di Honnaville. Vecchia pronuncia: « Hronfleu » fino a XX secolo. cf. Harfleur, Barfleur, Crémanfleur, Vittefleur, Vicqfleur e il fiume la Gerfleur.

## Storia
La prima menzione scritta di Honfleur è una citazione di Riccardo III, duca di Normandia nel 1027. Alla metà del XII secolo la città rappresentava un punto di transito significativo per i beni tra Rouen e l'Inghilterra.
Situata sull'estuario di uno dei principali fiumi francesi, con un porto sicuro e un entroterra relativamente ricco, Honfleur sfruttò la sua posizione strategica dall'inizio della guerra dei cent'anni. Fu possesso dei duchi di Normandia, degli inglesi e infine del re di Francia. Le difese della città vennero rinforzate da Carlo V per proteggere l'estuario della Senna dagli attacchi inglesi. Questo venne supportato dal vicino porto di Harfleur. Comunque Honfleur venne catturata e occupata dagli inglesi nel 1357 e dal 1419 al 1450. Mentre era sotto il controllo francese venne usata come base per spedizioni dirette a saccheggiare le coste inglesi, inclusa la distruzione parziale di Sandwich nel Kent negli anni cinquanta del XV secolo.
Alla fine della guerra dei cento anni, Honfleur beneficiò del boom del commercio marittimo fino alla fine del XVIII secolo. Il commercio venne disturbato dalle guerre di religione del XVI secolo. Dal suo porto partirono diversi esploratori, tra cui nel 1503 Binot Paulmier de Gonneville diretto alle coste del Brasile, nel 1506 il nativo Jean Denis diretto a Terranova e alla bocca del San Lorenzo. Una spedizione del 1608, organizzata da Samuel de Champlain, fondò la città di Québec.
Dopo il 1608 Honfleur commerciò con il Canada, le Antille, le coste Africane e le Azzorre. In conseguenza di ciò fu uno dei cinque principali porti francesi per il commercio di schiavi. In questo periodo di rapida crescita della città vennero demolite le sue fortificazioni, su ordine di Colbert.
Le guerre rivoluzionarie francesi e quelle napoleoniche, in particolare il blocco continentale, furono la rovina di Honfleur. Si riprese solo parzialmente nel XIX secolo con il commercio di legno dall'Europa settentrionale, comunque limitato dalla graduale ostruzione del porto (a causa dei sedimenti del fiume) e lo sviluppo del porto moderno di Le Havre.
Il 15 gennaio del 1832, nel bacino di Honfleur, l'ingegnere francese Frédéric Sauvage dette la prima dimostrazione pubblica dell'utilizzo dell'elica navale come propulsore marino.
Risparmiata dai bombardamenti alleati della seconda guerra mondiale, conserva ancora oggi le sue alte case scandinave con muri a travi e mattoni crudi di paglia e fango (torchis) lungo stretti vicoli.
A Honfleur sono nati il compositore Erik Satie, il pittore Eugène Boudin e l'umorista Alphonse Allais.
Molti sono i pittori, normanni e non, venuti a dipingere a Honfleur: Claude Monet, Jean Dries, Gaston Sébire, Frank Innocent, Maurice Boitel, André Hambourg, Adolphe-Félix Cals.

## Monumenti e luoghi d'interesse

### Edifici religiosi
- La chiesa di San Leonardo
- La chiesa di Santa Caterina, costruita a partire dal 1460 dagli abitanti della città per sostituire la chiesa in pietra distrutta dagli inglesi durante la guerra dei cent'anni [4]. In mancanza di altre risorse, l'edificio è stato realizzato in legno sfruttando le locali conoscenze di costruzione navale.

### Edifici civili
- Il vecchio bacino del porto su cui si affaccia la Luogotenenza, ultimo residuo delle fortificazioni che circondavano la città [5]
- Il Giardino del Tripot, piccolo parco urbano inaugurato nel 2013 e arricchito da sculture [6]

## Società

### Evoluzione demografica
Abitanti censiti